# Sempervivum transcaucasicum
Sempervivum transcaucasicum là một loài thực vật có hoa trong họ Crassulaceae. Loài này được Muirhead miêu tả khoa học đầu tiên năm 1965.